# ضهر الدير
ضهر الدير هي إحدى القرى اللبنانية من قرى قضاء جزين في محافظة الجنوب.